# Акші (Алакольський район)
Акші́ (каз. Ақши) — село у складі Алакольського району Жетисуської області Казахстану. Входить до складу Иргайтинського сільського округу.
У радянські часи село було розділене на дві частини: Баликші та Совхоз Акчі.
Населення — 541 особа (2021; 578 у 2009, 728 у 1999, 1005 у 1989).